# Ivan Terenin
Ivan Terenin (Russisch: Иван Теренин; 22 juni 1982) is een Russisch voormalig wielrenner die zowel als weg- en als baanwielrenner actief was. In 2001 behaalde hij een bronzen medaille op het Europees kampioenschap ploegenachtervolging voor beloften.

## Baanwielrennen

### Palmares
| Jaar     | RK       | EK                   | WK       | Overig   |
| Beloften | Beloften | Beloften             | Beloften | Beloften |
| -------- | -------- | -------------------- | -------- | -------- |
| 2001     |          | Ploegenachtervolging |          |          |

## Wegwielrennen

### Overwinningen
2001
Eindklassement Vijf ringen van Moskou
2002
1e etappe Mainfranken-Tour
Eindklassement Mainfranken-Tour
2003
Eindklassement Ronde van Kameroen
3e etappe Criterium des Espoirs
3e etappe Le Triptyque des Monts et Châteaux
2004
Eindklassement Vijf ringen van Moskou
2005
Mayor Cup
2e etappe Vijf ringen van Moskou

## Ploegen
- 2005 –  Omnibike Dynamo Moscow
- 2006 –  Omnibike Dynamo Moscow